# Ompok weberi
Ompok weberi är en fiskart som först beskrevs av Hardenberg, 1936.  Ompok weberi ingår i släktet Ompok och familjen malfiskar. Inga underarter finns listade i Catalogue of Life.